# Mikołaj Komorowski (1578–1633)
Mikołaj Komorowski (ur. w 1578 – zm. 2 października 1633 koło Wadowic) – hrabia na Liptowie i Orawie, starosta barwałdzki w latach 1608-1624, starosta rabsztyński, oświęcimski i nowotarski. Postać kontrowersyjna, zapamiętana jako wdająca się w liczne konflikty; jego działalność wywołała kilkuletni bunt chłopski na Podhalu w latach 1625–1633.

## Biogram
Był najstarszym synem Krzysztofa, kasztelana sądeckiego, i drugiej jego żony, Anny Płazianki, starościanki lubaczowskiej (zm. 1591), bratem Aleksandra i Piotra. 26 listopada 1612 Komorowski ożenił się  z Anną z Mirowa Myszkowską, córką margrabiego Zygmunta Gonzagi Myszkowskiego. Zmarł 2 października 1633 r. na swym wójtostwie we wsi Mikołaj koło Wadowic. Miał syna Krzysztofa, starostę oświęcimskiego, oraz dwie córki: Zofię i Elżbietę.
Był posłem do sejmiku zatorskiego, a także posłował na sejmy 1613 i 1627.
Po ojcu on i bracia odziedziczyli tzw. „państwo żywieckie i łodygowskie” w Małopolsce, o które nawet starli się zbrojnie. W 1598 r. otrzymał starostwo oświęcimskie, w 1616 r. przekazał je swemu bratu Piotrowi. W 1602 r. otrzymał starostwo barwałdzkie, które w 1628 r. przekazał synowi Krzysztofowi. W bliżej nieznanym okresie miał też starostwo rabsztyńskie. W czerwcu 1624 r. otrzymał starostwo nowotarskie.
Adam Przyboś opisał go jako „chciwego i rozrzutnego”, stosującego „niezwykły ucisk chłopów”, wydającego się nawet w „formalne bitwy” z niektórymi sąsiadami (m.in. Jerzym VII Thurzonem, Stanisławem Witowskim i Mikołajem Zebrzydowskim), i mającego na sumieniu przestępstwa bardziej i mniej wyrafinowane – od bicia fałszywych monet po „gwałty i rabunki”; rabował nawet kościoły. Skazany wyrokiem trybunału za fałszowanie monet, z aresztu zbiegł i nakazał zabić świadków.
Źle traktujący swoich poddanych chłopów, zwłaszcza w starostwie nowotarskim, jego działania były jednym z powodów powstania chłopskiego na Podhalu (1625–1633). Źródła pisane z jego epoki, jak na przykład materiały z procesów chłopskich, przypisują mu prowokacyjne i lekceważące zachowanie wobec poddanych. Komorowski miał według tych źródeł wprowadzić szereg  uciążliwych dla chłopów zarządzeń. Według Przybosia, Komorowski „zmuszał sołtysów do płacenia hiberny na równi z gromadami, pozbawiał ich prawa sądowniczego, odbierał młyny, karczmy i lasy, prześladował organizatorów i przywódców oporu, zmuszał chłopów do korzystania ze starościńskiej karczmy i młynów, wymagał robót browarnych i innych, nie przewidzianych w dekretach, nawet w dnie świąteczne, bił opornych, zwiększał ciężary feudalne, siłą osiedlał pasterzy wołoskich, by pociągać ich do świadczeń, odbierał chłopom lepsze pola. Nie wahał się więzić, a nawet torturować chłopów".